# Jean Duperrex
 (octobre 2024).
Jean Duperrex, né en 1962 à Lausanne, est un musicien, compositeur, multi-instrumentiste et pédagogue, vaudois.

## Biographie
Jean Duperrex effectue tout d'abord un apprentissage de dessinateur en génie-civil, puis des études scientifiques à l'Université de Lausanne couronnées par une licence en biologie. Il se tourne alors vers la musique et étudie le saxophone et le piano. Il développe également sa voix comme guet substitut de la Cathédrale de Lausanne et s'initie à toutes sortes d'instruments venus du monde entier qui prendront place dans ses compositions. Il joue également dans diverses formations jazz et rock, comme Beau Tabou, Baron Samedi et Quartet interdit.
Parmi ses collaborations, il faut citer le duo Bricomic qu'il forme avec un autre passionné d'instruments, de sons et de rythmes, Alexandre Cellier, fils de l'ethnomusicologue Marcel Cellier, et le Family Trio avec ses filles Alice (née en 1992) et Sophie (née en 1994), avec lesquelles il donne des concerts depuis 2011.
Attiré par la scène et le théâtre, Jean Duperrex compose pour le scénographe Jean Chollet la musique d'Oscar et la Dame rose et la comédie musicale Noël à Brooklyn, et signe la musique de scène de La Poudre aux yeux pour le metteur en scène David Bauhofer (Genève, 2013). Il compose des musiques de films pour Pierre-Yves Borgeaud, Robert Bouvier, Pascal Salamin et Michel Finazzi dont le film Bloc central (2018) a remporté de nombreux prix internationaux,. Il participe également au Festival du film de Soleure et au Festival international du film de Locarno.

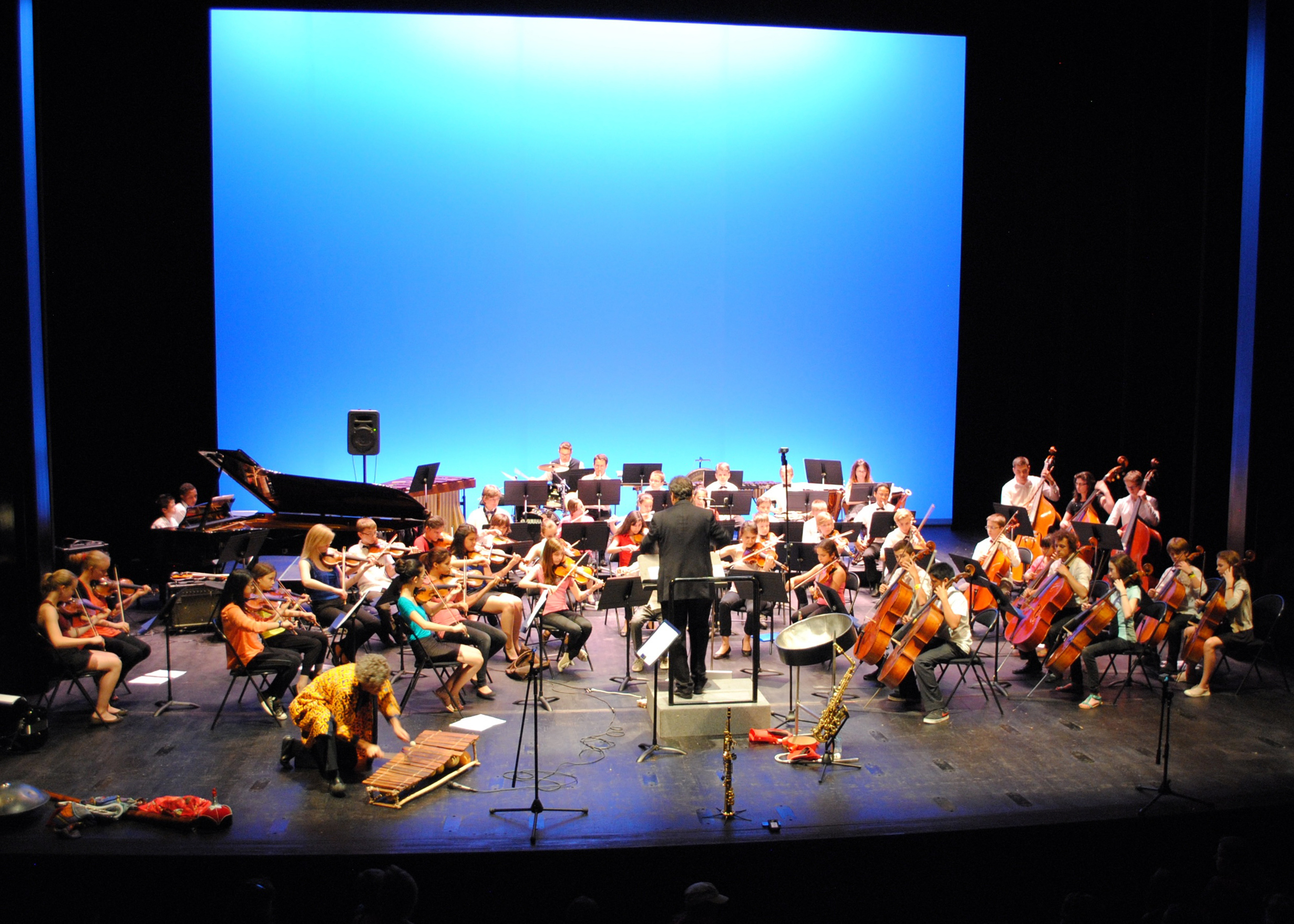
Tour du monde dans un fauteuil avec l'Orchestre Piccolo en 2013

Parmi ses créations, il convient de citer sa première comédie musicale Le Roi Arthur, swing et aventure (2005), le spectacle Solo mio (2006) ainsi que Porta picta, œuvre pour orgue, chœur, orchestre et percussions pour l'inauguration du portail peint de la Cathédrale de Lausanne (2007). Il reçoit en 2009 une commande de l'Orchestre de chambre de Lausanne, Tour du monde dans un fauteuil, donné en 2009 et 2011 dans le cadre des concerts découvertes, à la Salle Métropole de Lausanne. Ce programme a été repris en 2013 pour les vingt ans de l'Orchestre Piccolo, en 2014 par la Fanfaribole du Conservatoire de Sion et par l’Orchestre symphonique du Salève en 2019. L’Orchestre de Chambre de Genève a présenté en 2014 deux concertos de Jean Duperrex dans un programme intitulé Concerto, vous avez dit concerto?. En 2019 Le 61e Festival de Musique de Sion a proposé à son public un concert de Jean Duperrex entouré de jeunes musiciens. Il compose également pour des compagnies de danse, Clap et Shoebiz avec la Martin's Tape Dance Company, créée lors du Festival d'Avignon (2012) et, en 2013, Mary Poppins avec l'Association pour la Formation des Jeunes Danseurs (AFJD).
Jean Duperrex a participé ponctuellement à diverses émissions de radio et de télévision,,,,. Le 12 mars 2014 par exemple, la Radio Télévision Suisse a passé une émission Specimen intitulée «La musique, cette potion magique». Jean Duperrex a participé à cette expérience «psycho-acoustique cinématographique» et y a fait quelques apparitions surprises.

## Discographie

### Duo Cellier Duperrex
- 1996: Voyage au bout des notes[27]
- 2002: Ca la caval in The Best of Swiss Jazz, soul & Blues Vol.1
- 2004: Opus 2004 (Live à l'Esprit Frappeur)

### Participations comme compositeur
- 2000: La danse des tendons pour 12 saxophones in Saxophilie "Ses 12 couleurs"
- 2002: Noël aux 4 coins du Monde de Jean Nagel, musique de scène pour Jean Chollet
- 2012: Ondes nouvelles de Callirhoé (Ensemble Vocal Féminin)

### Participations comme instrumentiste
- 1984: Putain de journée de Quartier Interdit, saxophone
- 1992: En Suisse ou n’importe où de Quartier Interdit, saxophone et piano
- 2004: Quatorze tableaux de nuit de Jean-Pascal Cottier, piano, saxophones et claviola
- 2010: Les abandonnés de Jérôme Giller, harmonica
- 2012: Au loin la ville de Jérôme Giller, harmonica

## Filmographie

### Compositeur

#### Films
- 1988: Un problème brûlant de A-L. Blum, CEMCAV-CHUV
- 1988: Dystonies I, II et III de Régis Menétrey, CEMCAV-CHUV
- 1988: Attention à la marche, les troubles de la marche en neurologie de Régis Menétrey, CEMCAV-CHUV
- 1988: Hors-temps de Pascal Salamin avec le peintre Walter Mafli
- 1989: L’Ile d’amour de Robert Bouvier, 42e Festival international du film de Locarno
- 1989: Encore une histoire d’amour de Pierre-Yves Borgeaud
- 1990: Séparations-retrouvailles de Jacques Wurgler
- 1991: Dyspepsies de Pietro Scalfaro, CEMCAV-CHUV
- 1991: La savane (Bradbury) d'Etienne Borel
- 1993: Juste un commerce plus juste d’Anne Wyssbrod, Magasins du Monde
- 1995: Visite guidée de Lionel Roy
- 1996: Triste Mine de Lionel Roy
- 2018: Bloc central de Michel Finazzi

#### Films publicitaires
- 1991: Partir pour Lausanne de Pascal Salamin, Tourisclip
- 1993: Elna 4000
- 1999: Beaulieu, centre de congrès, ABAX productions
- 1999: Philip Morris Contributions 99, ABAX productions

#### Showreel
- 1993: Metamorphobia, Limelight Pictures

#### Spectacles filmés (comédie musicale, théâtre et danse)
- 2005: Le roi Arthur, swing et aventure sur un livret d'Anne-Françoise Fuchs (Lausanne)
- 2006: Noël à Brooklyn de Jean Chollet, Centre culturel des Terreaux (Lausanne)
- 2008: Do it de Bertrand Jayet et Daniel Favez, Théâtre Barnabé (Sion)
- 2009: Les Fourberies de Calvin de Jean Chollet, Compagnie de la Marelle (Lausanne)
- 2009 Shoebiz de Fabrice Martin, Costel et Dorel Surbeck, JetStep dance company (Lausanne)
- 2013: Sur le balcon du baobab de Jean Chollet, Compagnie de la Marelle (Lausanne)
- 2016: Zachée de Jean Chollet, Compagnie de la Marelle (Lausanne)

### Instrumentiste

#### Danse
- 2013: Mary Poppins de l’AFJD, Théâtre de Beaulieu (Lausanne)
- 2024: Aladdin au pays des Mille et Une Nuits de l’AFJD, Théâtre de Beaulieu (Lausanne)

## Musique de scène

### Compositeur

#### Théâtre
- 1986: Touche pas à mon Amour de Gérard Diggelmann, Centre Pluriculturel et social d'Ouchy (Lausanne)
- 1987: Echec et Mat de Gérard Diggelmann, Centre Pluriculturel et social d'Ouchy (Lausanne)
- 1987: Femmes de Gérard Diggelmann, Centre Pluriculturel et social d'Ouchy (Lausanne)
- 1988: Envers et contre tout de Gérard Diggelmann, Théâtre de Beausobre (Morges)
- 1991: La savane (Bradbury) de Gérard Diggelmann, Le Petit Théâtre de Lausanne
- 1991: Les mots qui penchent d'Erik Desfosses
- 1991: La dispute de Gérard Diggelmann, Le Petit Théâtre de Lausanne
- 1992: Cristal qui songe de Gérard Diggelmann, Le Petit Théâtre de Lausanne
- 1992: Le Petit Nicolas de Gérard Diggelmann, Le Petit Théâtre de Lausanne
- 1992: Elektromagie, Dornbirner Messe Bregenz (Autriche)
- 1993: Merlin l’enchanteur de Gérard Diggelmann, Le Petit Théâtre de Lausanne
- 2002: Noël aux 4 coins du Monde de Jean Chollet (Jean Nagel)
- 2005: Oscar et la Dame rose de Jean Chollet, Centre culturel des Terreaux (Lausanne)
- 2005: Mimösli, Häbse Theater (Bâle)
- 2008: L’effileur de temps avec Alain Nitchhaeff (Bruxelles, Paris, Nantua)
- 2008: Natures synthétiques, classe de piano de Magali Bourquin, Conservatoire de Lausanne
- 2009: Le petit bal 1959 de Santoro & Zufferey, Théâtre Trois P’tits Tours (Morges)
- 2009: Les fourberies de Calvin de Jean Chollet, Compagnie de la Marelle (tournée en France et en Suisse)
- 2010: Femme de prêtre de Jean Chollet, Festival d’Avignon OFF
- 2012: Danse avec les mots, le ballet improvisé avec Philippe Cohen et Fabrice Martin, Casino Théâtre (Genève)
- 2013: Sur le balcon du baobab de Jean Chollet, Compagnie de la Marelle (Lausanne)
- 2013: La poudre aux yeux de David Bauhofer, Théâtre de Carouge (Genève)
- 2014: Délits de danseurs dans débits de boissons avec Philippe Cohen et Fabrice Martin (Servion, Genève)
- 2016: Zachée de Jean Chollet, Compagnie de la Marelle (Lausanne)
- 2017: Quand je pense à Audrey Hepburn… de Jean Chollet, Festival d’Avignon
- 2019: Il était toujours Audrey Hepburn… de Jean Chollet (Lausanne)

#### Comédie musicale
- 2006: Le roi Arthur, swing et aventure sur un livret d'Anne-Françoise Fuchs, Centre culturel des Terreaux (Lausanne)
- 2006: Noël à Brooklyn de Jean Chollet, Centre culturel des Terreaux (Lausanne)
- 2008: Do it de Bertrand Jayet et Daniel Favez, Théâtre Barnabé (Servion)

#### Danse
- 2002: La Forêt, musique de ballet en 12 tableaux de Danse Studio (Prilly)
- 2008: Shoebiz de Fabrice Martin, Costel & Dorel Surbeck, JetStep dance company (Lausanne)
- 2009: Les mariés de la tour Eiffel de l'AFJD, Théâtre de Beaulieu (Lausanne)
- 2012: Clap de Martin’s Tape Dance Company, Théâtre Barnabé (Sion) et Festival d’Avignon

#### Événements
- 1991: Elektromagie, création hexaphonique pour le show industriel ABB (Baden)
- 2007: Porta Picta, création orchestrale pour l’Inauguration du portail peint de la Cathédrale de Lausanne
- 2011: Musique pour la cérémonie d’ouverture de Gymnaestrada, Stade de la Pontaise (Lausanne)
- 2014: Fabrication et démonstration d’un lithophone au Musée de Géologie pour la Nuit des musées de Lausanne
- 2015: La symphonie des casseroles à l'Alimentarium pour la Nuit des musées de Vevey
- 2017: Bande-son pour l'exposition Le travail. Photographies de 1860 à nos jours[28] au Château de Prangins – Musée national suisse
- 2019: Vidéos musicales pour l'exposition D’eau ré mi[29] au Musée maritime et portuaire de Dunkerque

### Instrumentiste

#### Danse
- 2013: Mary Poppins de l’AFJD, Théâtre de Beaulieu (Lausanne)
- 2024: Aladdin au pays des Mille et Une Nuits de l’AFJD, Théâtre de Beaulieu (Lausanne)

## Sources
1. ↑  Jean Duperrex, « Notice #46290 », sur Patrinum (consulté le 23 juillet 2025)
2. ↑  (en) « Migros magazin 25 2016 f ge », sur Issuu, 19 juin 2016 (consulté le 23 juillet 2025)
3. ↑  Editions LEP, « Podcast Paroles de profs: Jean Duperrex », sur Livre ouvert, 28 mars 2023 (consulté le 23 juillet 2025)
4. ↑  « Forum des idées - "La corona School" de Jean Duperrex », sur rts.ch, 5 avril 2020 (consulté le 23 juillet 2025)
5. ↑  Gaspard de Marval, Le guet de la cathédrale de Lausanne, G. de Marval, 1991 (lire en ligne)
6. ↑  « Family-trio – Théâtre de l'Arbanel » (consulté le 23 juillet 2025)
7. ↑  « Oscar et la Dame Rose », sur notrehistoire.ch, 8 juillet 2013 (consulté le 23 juillet 2025)
8. ↑  « Noël à Brooklyn revisite la tradition et propose un regard neuf sur la fête de la Nativité », 24 Heures,‎ 6 décembre 2006, p. 31
9. ↑  « BLOC CENTRAL », sur www.moadistribution.ch (consulté le 23 juillet 2025)
10. ↑  (de) www.sibenaler.com, « Bloc central - Alle Informationen zum Film auf CineImage », sur www.cineimage.ch (consulté le 23 juillet 2025)
11. ↑  « Le portail peint », sur www.cathedrale-lausanne.ch (consulté le 23 juillet 2025)
12. ↑   [vidéo] « Tour du Monde dans un fauteuil_Orchestre Piccolo & Jean Duperrex », Jean Duperrex, 3 janvier 2014, 48:56 min (consulté le 23 juillet 2025)
13. ↑  « Le musicien Jean Duperrex en spectacle avec la Fanfaribole », sur Le musicien Jean Duperrex en spectacle avec la Fanfaribole (consulté le 23 juillet 2025)
14. ↑   [vidéo] « Tour du Monde dans un fauteuil_Duperrex_Orchestre Symphonique du Salève », Jean Duperrex, 3 novembre 2019, 60:50 min (consulté le 23 juillet 2025)
15. ↑  « Concert à Meyrin du Jeudi 13 mars 2014 à 19h », sur L'Orchestre de Chambre de Genève (L'OCG) (consulté le 23 juillet 2025)
16. ↑  « Tour du monde dans un fauteuil - 2019-08-25 - en », sur Sion Violon Musique, 17 avril 2019 (consulté le 23 juillet 2025)
17. ↑  Ville de Drancy, « Au rythme endiablé des claquettes », Drancy·média, no 269,‎ du 1er au 15 mars 2024, p. 3
18. ↑  « Shoebiz, un spectacle de claquettes plein d'humour », Le Progrès,‎ 2 février 2012, p. 42
19. ↑  Marie-Astrid Gauthier, « Shoebiz : créatif et récréatif », sur ResMusica, 3 mai 2011 (consulté le 23 juillet 2025)
20. ↑  « Guichet: apprendre à jouer d'un instrument », sur rts.ch, 21 juin 2018 (consulté le 23 juillet 2025)
21. ↑   [vidéo] « Par monts et par vaux - Fête nationale du 1er août - Play RTS » (consulté le 23 juillet 2025)
22. ↑   [vidéo] « Épisode 59 - L'anniversaire du Père Noël - Play RTS » (consulté le 23 juillet 2025)
23. ↑   [vidéo] « Épisode 60 - L'anniversaire du Père Noël - Play RTS » (consulté le 23 juillet 2025)
24. ↑  « Les Curieux [S.2019][E.25] », sur latele.ch (consulté le 23 juillet 2025)
25. ↑   [vidéo] « La Deuche & les hymnes nationaux - Au Cœur du Mondial - Play RTS » (consulté le 23 juillet 2025)
26. ↑   [vidéo] « La musique, cette potion magique - Specimen - Play RTS » (consulté le 23 juillet 2025)
27. ↑  « Scriptorium », sur www.scriptorium.ch (consulté le 24 juillet 2025)
28. ↑  « Le travail. Photographies de 1860 à nos jours », sur Château de Prangins, 24 mars 2017 (consulté le 24 juillet 2025)
29. ↑  « D’eau Ré Mi, quand la mer inspire la musique », sur www.musenor.com (consulté le 24 juillet 2025)

- « Jean Duperrex », sur la base de données des personnalités vaudoises sur la plateforme « Patrinum » de la Bibliothèque cantonale et universitaire de Lausanne.